# Attagenus schaefferi
Attagenus schaefferi är en skalbaggsart som först beskrevs av Herbst 1792.  Attagenus schaefferi ingår i släktet Attagenus och familjen ängrar. Arten har ej påträffats i Sverige.

## Underarter
Arten delas in i följande underarter:
- A. s. hypar
- A. s. spurcus